# Cramoisy
Pour les articles homonymes, voir Cramoisi (homonymie).
Cramoisy est une commune française située dans le département de l'Oise en région Hauts-de-France.

## Géographie

### Description

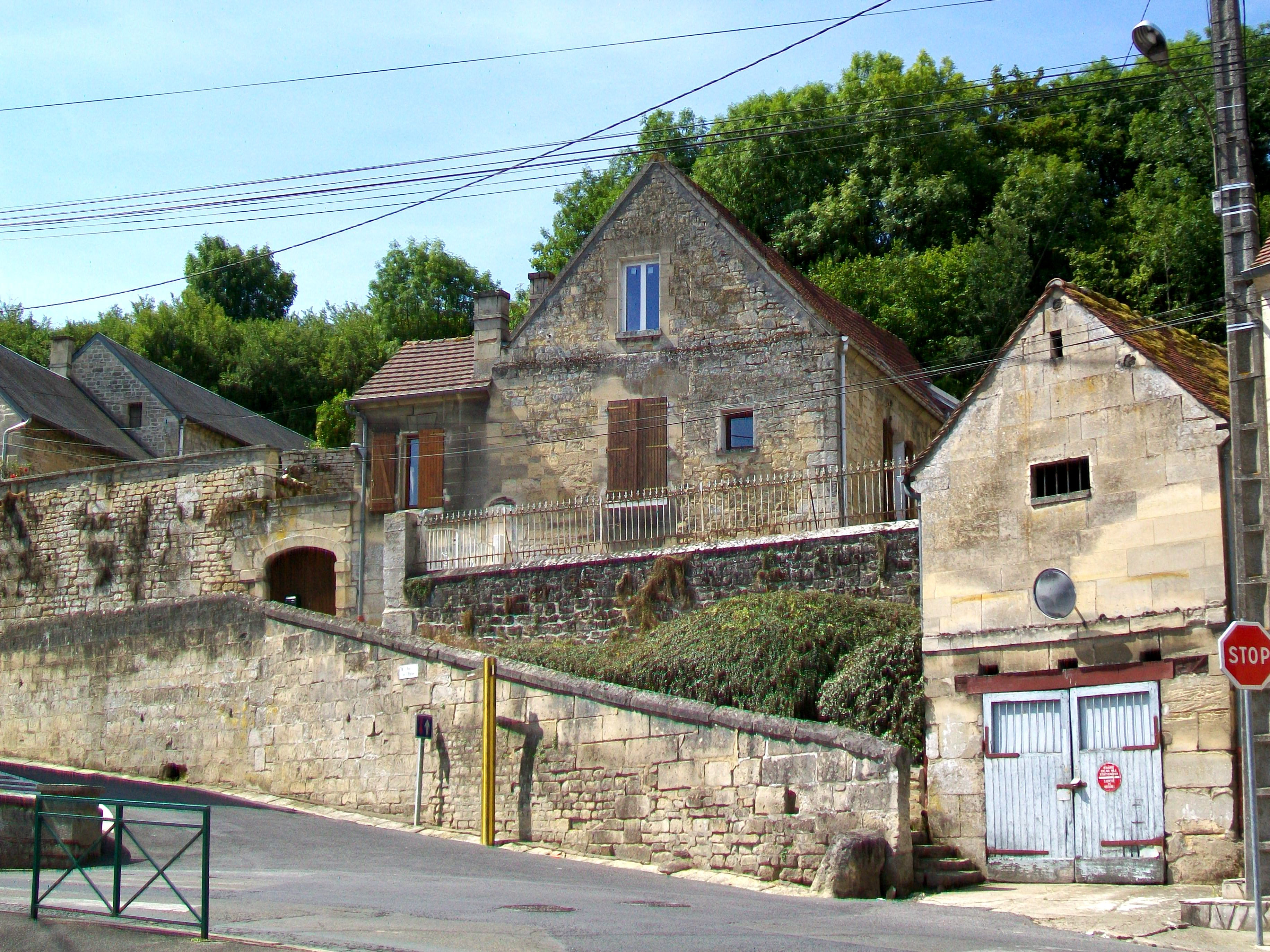
Ambiance de la commune : la rue de l'église. Porte en bois : l'ancienne prison

Cramoisy est un village périurbain du bassin Creillois dans la vallée du Thérain dans l'Oise, situé à 5 km à l'ouest de Creil, 8 km au nord-ouest de Chantilly, 44 km au nord de Paris et 30 km au sud-est de Beauvais.
En 1828, Louis Graves indique que « le territoire de cette commode se compose d'une partie de la vallée du  Thérain, presque toujours inondée, et d'une partie du plateau élevé et productif qui domine le village ».

### Communes limitrophes
|        | Saint-Vaast-lès-Mello |            |
| Maysel | Cramoisy              | Montataire |
|        | Saint-Leu-d'Esserent  | Thiverny   |

### Hydrographie

#### Réseau hydrographique
La commune est située dans le bassin Seine-Normandie. Elle est drainée par le Thérain,.
Le Thérain, d'une longueur de 94 km, prend sa source dans la commune de Gaillefontaine et se jette  dans l'Oise à Saint-Leu-d'Esserent, après avoir traversé 43 communes. Les caractéristiques hydrologiques du Thérain sont données par la station hydrologique située sur la commune de Mello. Le débit moyen mensuel est de 7,79 m3/s. Le débit moyen journalier maximum est de 35,6 m3/s, atteint lors de la crue du 29 mars 2001. Le débit instantané maximal est quant à lui de 35,9 m3/s, atteint le même jour.

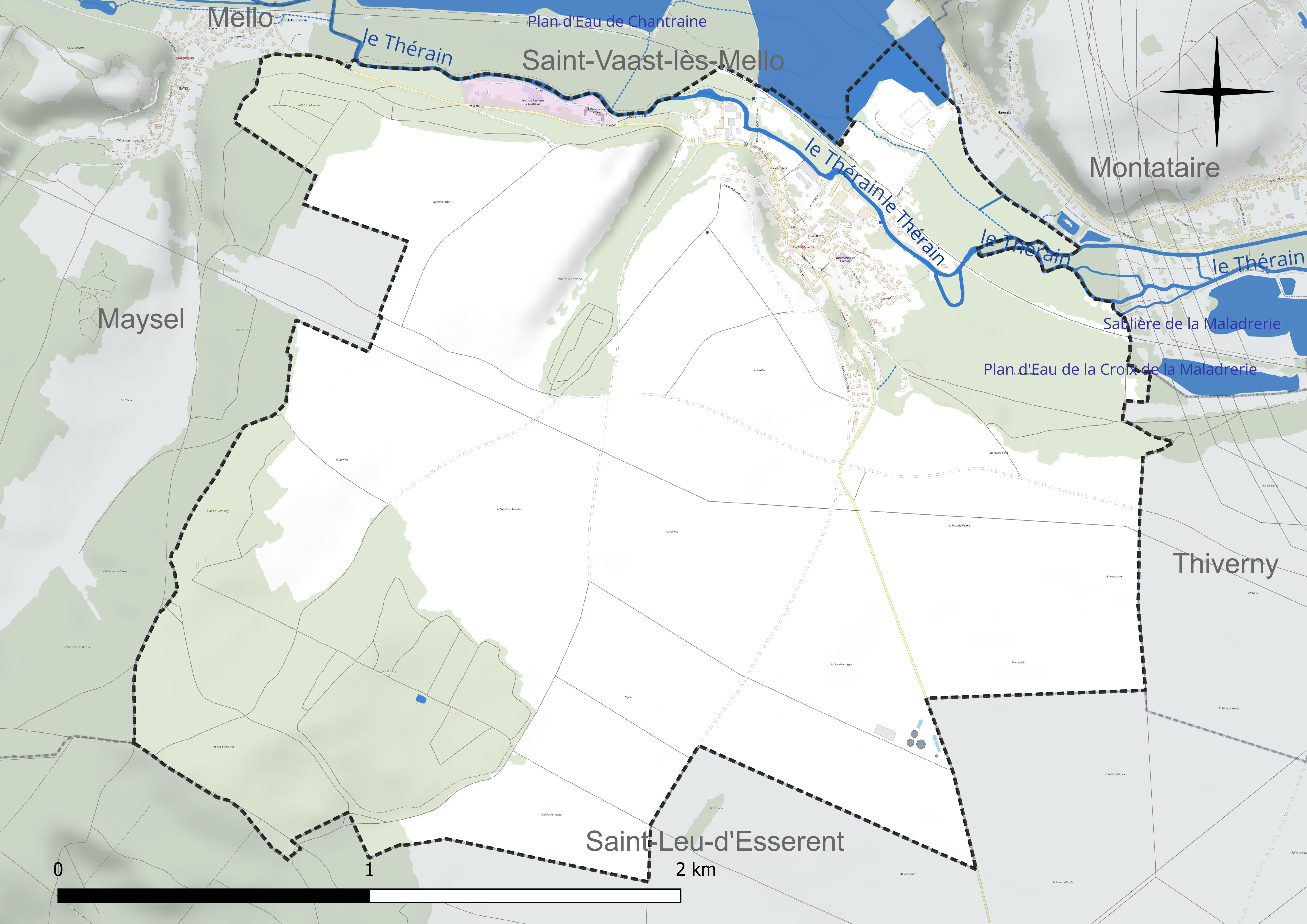
Réseau hydrographique de Cramoisy.

#### Gestion et qualité des eaux
Le territoire communal est couvert par le schéma d'aménagement et de gestion des eaux (SAGE) « Sensée ». Ce document de planification concerne un territoire de 1 219 km2 de superficie, délimité par le bassin versant du Thérain. Le périmètre a été arrêté le 27 janvier 2023 et le SAGE proprement dit est, en 2024, en cours d'élaboration. La structure porteuse de l'élaboration et de la mise en œuvre est le syndicat intercommunal de la Vallée du Thérain (SIVT).
La qualité des cours d'eau peut être consultée sur un site dédié géré par les agences de l'eau et l'Agence française pour la biodiversité.

### Climat
Pour des articles plus généraux, voir Climat des Hauts-de-France et Climat de l'Oise.
En 2010, le climat de la commune est de type climat océanique dégradé des plaines du Centre et du Nord, selon une étude du CNRS s'appuyant sur une série de données couvrant la période 1971-2000. En 2020, Météo-France publie une typologie des climats de la France métropolitaine dans laquelle la commune est dans une zone de transition entre le climat océanique et le climat océanique altéré et est dans une zone de transition entre les régions climatiques « Sud-ouest du bassin Parisien » et « Nord-est du bassin Parisien ».
Pour la période 1971-2000, la température annuelle moyenne est de 11,1 °C, avec une amplitude thermique annuelle de 14,7 °C. Le cumul annuel moyen de précipitations est de 645 mm, avec 10 jours de précipitations en janvier et 8 jours en juillet. Pour la période 1991-2020, la température moyenne annuelle observée sur la station météorologique la plus proche, située sur la commune de Creil à 6 km à vol d'oiseau, est de 11,2 °C et le cumul annuel moyen de précipitations est de 662,2 mm,. Pour l'avenir, les paramètres climatiques de la commune estimés pour 2050 selon différents scénarios d'émission de gaz à effet de serre sont consultables sur un site dédié publié par Météo-France en novembre 2022.

## Urbanisme

### Typologie
Au 1er janvier 2024, Cramoisy est catégorisée ceinture urbaine, selon la nouvelle grille communale de densité à sept niveaux définie par l'Insee en 2022.
Elle appartient à l'unité urbaine de Creil, une agglomération intra-départementale regroupant 23  communes, dont elle est une commune de la banlieue,,. Par ailleurs la commune fait partie de l'aire d'attraction de Paris, dont elle est une commune de la couronne,.

### Occupation des sols
L'occupation des sols de la commune, telle qu'elle ressort de la base de données européenne d'occupation biophysique des sols Corine Land Cover (CLC), est marquée par l'importance des territoires agricoles (59,8 % en 2018), une proportion sensiblement équivalente à celle de 1990 (59 %). La répartition détaillée en 2018 est la suivante : 
terres arables (59,8 %), forêts (31,8 %), zones urbanisées (8,4 %), eaux continentales (0,1 %). L'évolution de l'occupation des sols de la commune et de ses infrastructures peut être observée sur les différentes représentations cartographiques du territoire : la carte de Cassini (XVIIIe siècle), la carte d'état-major (1820-1866) et les cartes ou photos aériennes de l'IGN pour la période actuelle (1950 à aujourd'hui).

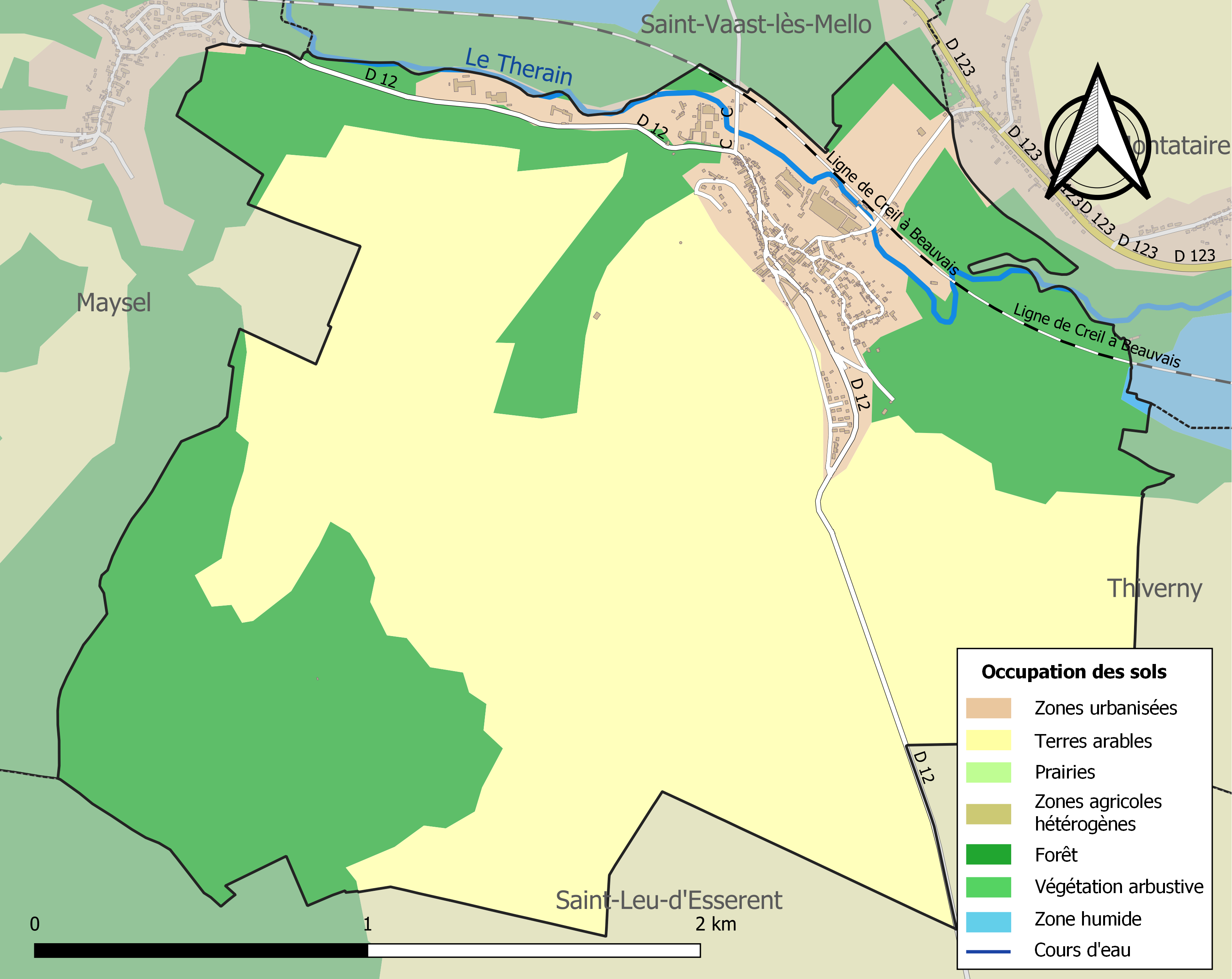
Carte des infrastructures et de l'occupation des sols de la commune en 2018 (CLC).

### Habitat et logement
En 2018, le nombre total de logements dans la commune était de 391, alors qu'il était de 338 en 2013 et de 285 en 2008.
Parmi ces logements, 85,4 % étaient des résidences principales, 1,3 % des résidences secondaires et 13,4 % des logements vacants. Ces logements étaient pour 55 % d'entre eux des maisons individuelles et pour 44,3 % des appartements.
Le tableau ci-dessous présente la typologie des logements à Cramoisy en 2018 en comparaison avec celle de l'Oise et de la France entière. Une caractéristique marquante du parc de logements est ainsi une proportion de résidences secondaires et logements occasionnels (1,3 %) inférieure à celle du département (2,5 %) mais supérieure à celle de la France entière (9,7 %). Concernant le statut d'occupation de ces logements, 53 % des habitants de la commune sont propriétaires de leur logement (57 % en 2013), contre 61,4 % pour l'Oise et 57,5 pour la France entière.
| Typologie                                               | Cramoisy | Oise | France entière |
| ------------------------------------------------------- | -------- | ---- | -------------- |
| Résidences principales (en %)                           | 85,4     | 90,4 | 82,1           |
| Résidences secondaires et logements occasionnels (en %) | 1,3      | 2,5  | 9,7            |
| Logements vacants (en %)                                | 13,4     | 7,1  | 8,2            |

### Voies de communication et transports

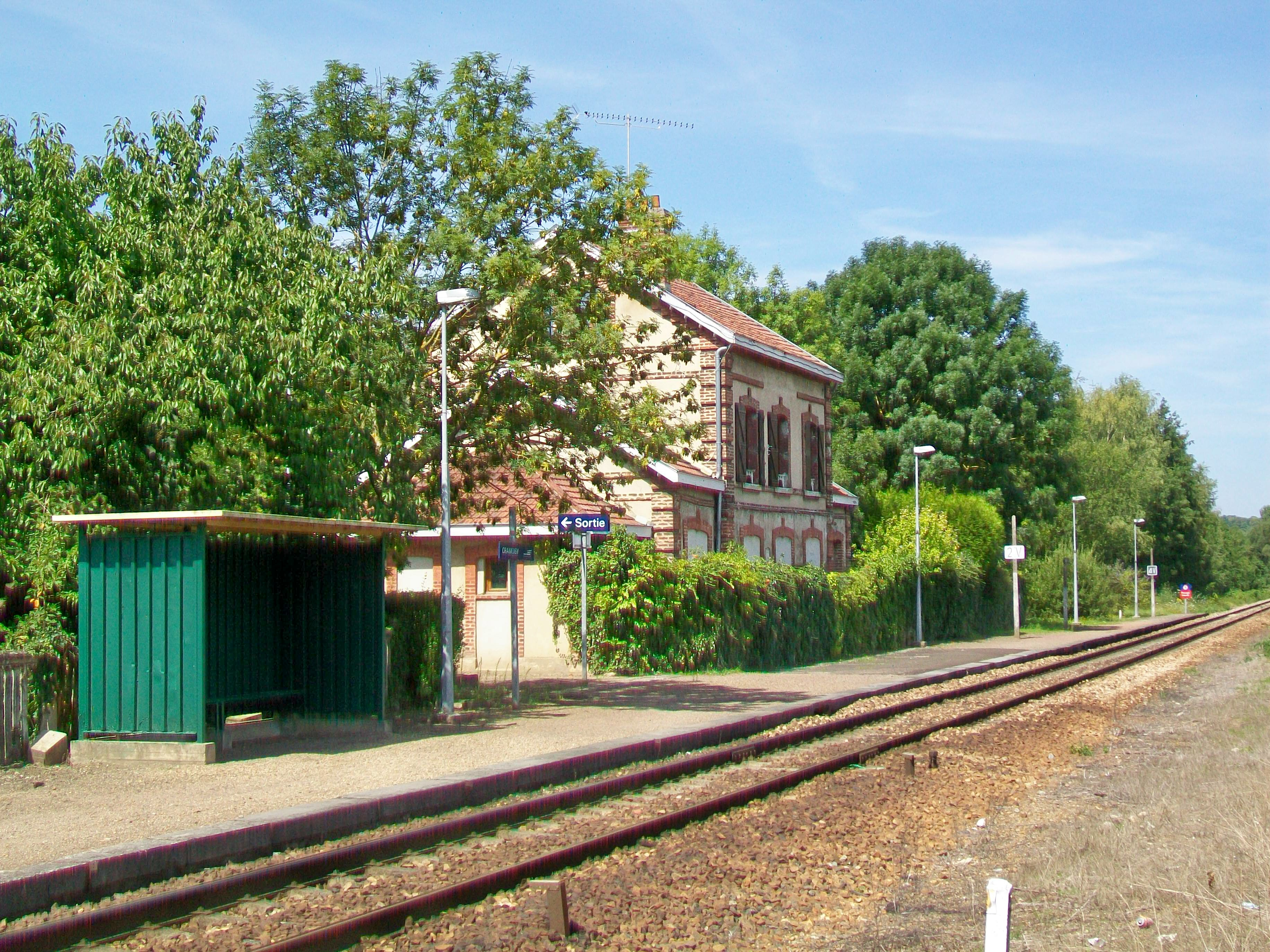
La gare.

La commune dispose d'une gare, desservie par des trains TER Hauts-de-France qui effectuent des missions entre les gares de Creil, et de Beauvais.
Elle est également desservie, en 2023, par les lignes S1, S2 ainsi que par les services de transport à la demande AXO+3 et AXO+4 du réseau AXO et par les lignes 646, 647, 648 et 6345 du réseau interurbain de l'Oise.

### Risques naturels et technologiques
La commune a été reconnue en situation de catastrophe naturelle pour les mouvements de terrain différentiels consécutifs à la sécheresse et à la réhydratation des sols du 1er juillet au 30 septembre 2020.

## Toponymie
La localité a été désignée sous le nom de Cramoisi, (Cramisiacum).
Le nom de la commune dérive du prénom gallo-romain Cramisius auquel est ajouté le suffixe « acum », qui signifie « la terre de », soit littéralement « le domaine de Cramisius ».

## Histoire
Louis Graves indiquait « Cramoisy était, compris dans la baronnie de Mello : c'était un lieu muré ; on y voyait encore vers 1750 deux portes à l'est nommées porte barbe et porte robinet, et à l'ouest deux autres portes sous les. noms de Martelet et de porte du moulin. Il y avait aussi un château fort où Pierre dit Hutin, seigneur d'Aumont, tenait un  capitaine en son nom, vers l'an 1397, pendant les, guerres des  anglais. Les bàtimens d'un fief nommé.le château sarrazin qui n'était pas fortifié, ont été démolis et remplacés par une maison bourgeoise ».
La commune, instituée par la Révolution française absorbe dugacement de 1826 à 1833 celle de Maysel.
En 1828, on compte dans la commune (qui comprenait alors Maysel) un atelier de coutellerie, trois moulins et plusieurs carrières.
Cramoisy est desservie par le chemin de fer vers 1882 avec la création de la gare de Cramoisy sur la ligne de Creil à Beauvais, facilitant le déplacement des personnes et le transport des marchandises, et notamment de l'usine de la Société parisienne des Anciens établissements Parvillée Frères et Cie.

## Politique et administration

### Rattachements administratifs et électoraux

#### Rattachements administratifs
La commune se trouve  dans l'arrondissement de Senlis du département de l'Oise.
Elle faisait partie de 1801 à 1973 du canton de Creil année où elle est rattachée au canton de Montataire. Dans le cadre du redécoupage cantonal de 2014 en France, cette circonscription administrative territoriale a disparu, et le canton n'est plus qu'une circonscription électorale.

#### Rattachements électoraux
Pour les élections départementales, la commune fait partie depuis 2014 d'un nouveau  canton de Montataire
Pour l'élection des députés, elle fait partie de la troisième circonscription de l'Oise.

### Intercommunalité
Cramoisy était membre de la communauté de communes Pierre - Sud - Oise, un établissement public de coopération intercommunale (EPCI) à fiscalité propre créé en 2004 et auquel la commune avait transféré un certain nombre de ses compétences, dans les conditions déterminées par le code général des collectivités territoriales.
Dans le cadre des dispositions de la loi portant nouvelle organisation territoriale de la République du 7 août 2015, qui prévoit que les établissements publics de coopération intercommunale (EPCI) à fiscalité propre doivent avoir un minimum de 15 000 habitants, cette petite  intercommunalité a fusionné avec sa voisine pour former, le 1er janvier 2017, la communauté d'agglomération Creil Sud Oise dont est désormais membre la commune.

### Liste des maires
| Période                                  | Période                       | Identité                | Étiquette | Qualité |
| ---------------------------------------- | ----------------------------- | ----------------------- | --------- | --- |
| Les données manquantes sont à compléter. |                               |                         |           | |
| 1936                                     | 1953                          | Alphonse Lecocq         | SFIO      | Chef d'équipe chez Parvillié |
| Les données manquantes sont à compléter. |                               |                         |           | |
| avant 1981                               | 1983                          | René Chinot             | PCF       | |
| mars 1983                                | mars 2001                     | Marcel Heurteur         |           | Agriculteur Président de la société de chasse Administrateur de la coopérative agricole de Précy-sur-Oise Administrateur du Crédit agricole Chevalier du Mérite agricole |
| mars 2001                                | mai 2020                      | Jean-Michel Darsonville | SE        | Chef d'agence Vice-président de la CA Creil Sud Oise ( ? → 2020 |
| mai 2020                                 | En cours (au 2 décembre 2021) | Raymond Galliègue       |           | Gendarme Vice-président de la CA Creil Sud Oise (2020 → 2026) |

## Équipements et services publics

### Enseignement
La commune dispose d'une école, dotée  d'une restauration et d'activités périscolaires

## Population et société

### Démographie

#### Évolution démographique
L'évolution du nombre d'habitants est connue à travers les recensements de la population effectués dans la commune depuis 1793. Pour les communes de moins de 10 000 habitants, une enquête de recensement portant sur toute la population est réalisée tous les cinq ans, les populations de référence des années intermédiaires étant quant à elles estimées par interpolation ou extrapolation. Pour la commune, le premier recensement exhaustif entrant dans le cadre du nouveau dispositif a été réalisé en 2005.

En 2022, la commune comptait 804 habitants, en évolution de +0,12 % par rapport à 2016 (Oise : +0,87 %, France hors Mayotte : +2,11 %).
| 1793 | 1800 | 1806 | 1821 | 1831 | 1836 | 1841 | 1846 | 1851 |
| ---- | ---- | ---- | ---- | ---- | ---- | ---- | ---- | ---- |
| 224  | 224  | 257  | 240  | 471  | 298  | 275  | 361  | 368  |

| 1856 | 1861 | 1866 | 1872 | 1876 | 1881 | 1886 | 1891 | 1896 |
| ---- | ---- | ---- | ---- | ---- | ---- | ---- | ---- | ---- |
| 420  | 491  | 564  | 594  | 516  | 621  | 552  | 516  | 506  |

| 1901 | 1906 | 1911 | 1921 | 1926 | 1931 | 1936 | 1946 | 1954 |
| ---- | ---- | ---- | ---- | ---- | ---- | ---- | ---- | ---- |
| 480  | 587  | 570  | 637  | 670  | 674  | 587  | 580  | 659  |

| 1962 | 1968 | 1975 | 1982 | 1990 | 1999 | 2005 | 2006 | 2010 |
| ---- | ---- | ---- | ---- | ---- | ---- | ---- | ---- | ---- |
| 599  | 676  | 563  | 664  | 654  | 563  | 594  | 594  | 739  |

| 2015 | 2020 | 2022 | - | - | - | - | - | - |
| ---- | ---- | ---- | - | - | - | - | - | - |
| 753  | 810  | 804  | - | - | - | - | - | - |

#### Pyramide des âges
La population de la commune est relativement jeune.
En 2018, le taux de personnes d'un âge inférieur à 30 ans s'élève à 37,9 %, soit au-dessus de la moyenne départementale (37,3 %). À l'inverse, le taux de personnes d'âge supérieur à 60 ans est de 18,4 % la même année, alors qu'il est de 22,8 % au niveau départemental.
En 2018, la commune comptait 410 hommes pour 399 femmes, soit un taux de 50,68 % d'hommes, légèrement supérieur au taux départemental (48,89 %).
Les pyramides des âges de la commune et du département s'établissent comme suit.
| Hommes | Classe d’âge | Femmes |
| ------ | ------------ | ------ |
| 0,7    | 90 ou +      | 0,3    |
| 4,1    | 75-89 ans    | 6,0    |
| 12,4   | 60-74 ans    | 13,3   |
| 18,7   | 45-59 ans    | 18,5   |
| 25,3   | 30-44 ans    | 24,8   |
| 18,5   | 15-29 ans    | 20,3   |
| 20,2   | 0-14 ans     | 16,8   |

| Hommes | Classe d’âge | Femmes |
| ------ | ------------ | ------ |
| 0,5    | 90 ou +      | 1,4    |
| 5,5    | 75-89 ans    | 7,6    |
| 15,6   | 60-74 ans    | 16,3   |
| 20,8   | 45-59 ans    | 20     |
| 19,4   | 30-44 ans    | 19,4   |
| 17,6   | 15-29 ans    | 16,2   |
| 20,6   | 0-14 ans     | 19,1   |

## Culture locale et patrimoine

### Lieux et monuments

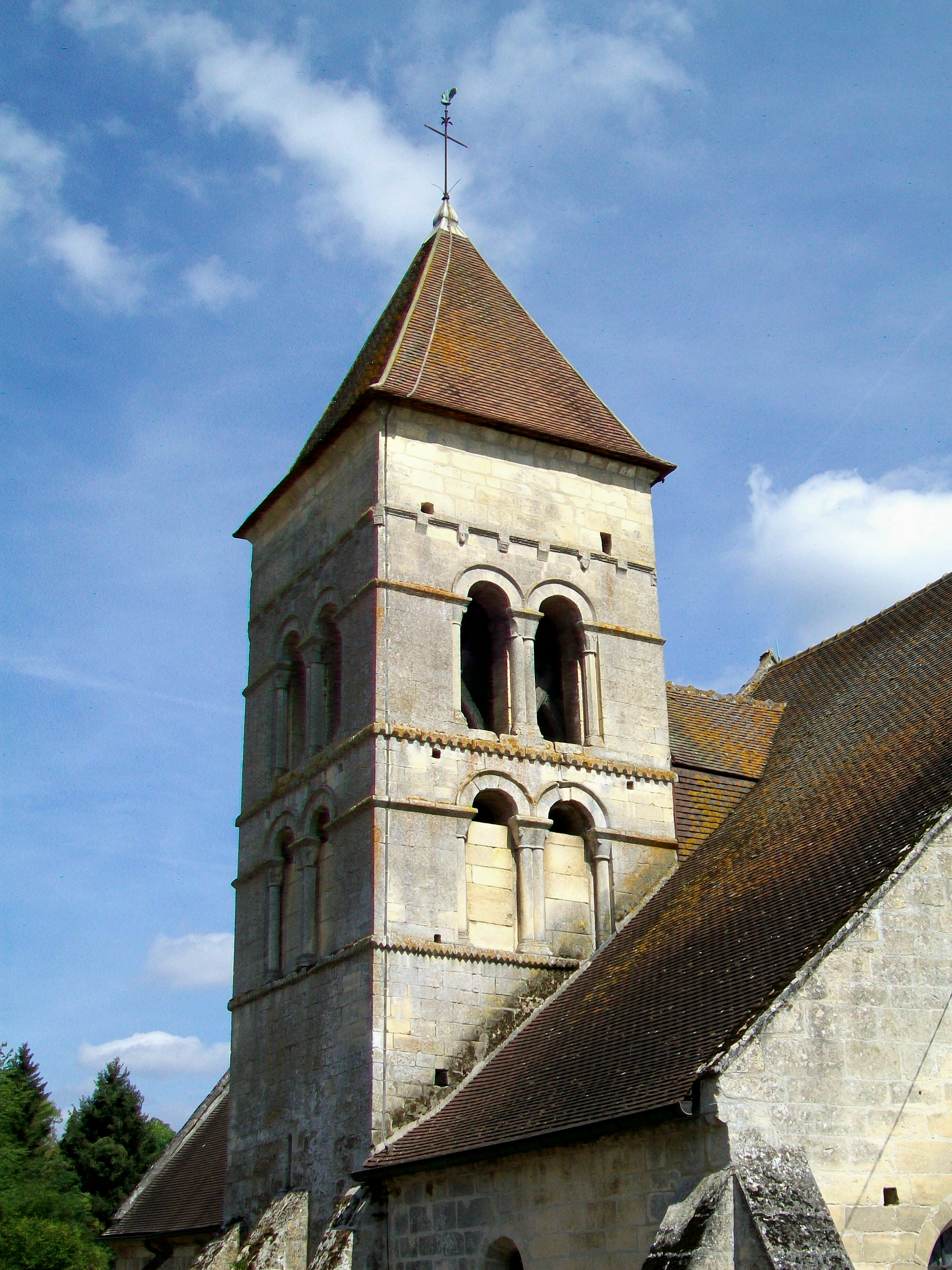
Le clocher roman.

Cramoisy compte deux monuments historiques sur son territoire :
- Église Saint-Martin, rue Henri-Heurteur et rue de l'Église (classée monument historique en 1906[28]) : 
Orientée irrégulièrement nord-ouest - sud-est, cette église bâtie à flanc de coteau et enserrée entre deux rues tient sa physionomie particulière de sa situation difficile et de la transformation gothique d'une église romane du tout début du XIIe siècle. Elle se composait d'une nef unique, d'un chœur plus étroit et d'un clocher au sud du chœur. Lors de l'agrandissement et la reconstruction de l'église vers 1250, le mur nord de la nef et le chœur ont été démolis, et une nef plus large a été construite à la place de l'ancienne. 
L'ancienne façade occidentale été en partie conservée, ce qui confère à la façade actuelle sa disposition asymétrique. Le portail n'est pas situé au centre, ni la fenêtre qui le surmonte, les deux par ailleurs en tiers-point. Seulement le contrefort plat à gauche du portail provient avec certitude de l'église romane. Le mur nord de la nef a été percé vers 1180 de deux arcades afin de la relier à une nouvelle chapelle de deux travées. Les intéressants chapiteaux engagés dans les piliers des arcades ont été  conservés, mais la chapelle elle-même a été démolie, car encombrant la rue de l'Église. 
À droite de la chapelle, s'élève le clocher roman avec ses deux étages de deux baies plein cintre par face, chacune cantonnée de deux colonnettes en délit à chapiteaux. Les tailloirs des chapiteaux se poursuivent comme bandeaux tout autour du clocher. Entièrement dépourvu de contreforts, il est en outre décoré d'une frise en dents de scie et d'une moulure biseautée horizontale. Au-dessus de la corniche de modillons, le clocher a été exhaussé, sans doute pour servir de tour de guet. 
Au nord du clocher, la première travée du chœur gothique est extraordinairement voûtée en berceau, la voûte étant en fait destinée à épauler le clocher. Un voûtement d'ogives avait été prévu dans un premier temps, comme en témoignent les colonnettes à chapiteaux restés sans emploi. 
La seconde travée est voûte d'ogives, et son chevet est ajouré par une vaste baie au remplage de trois lancettes trilobées surmontées par un grand trèfle. 
Le chœur possède un bas-côté au nord, mais une cloison le sépare de l'espace intérieur afin de permettre un usage comme sacristie[29],[30]

L'église Saint-Martin
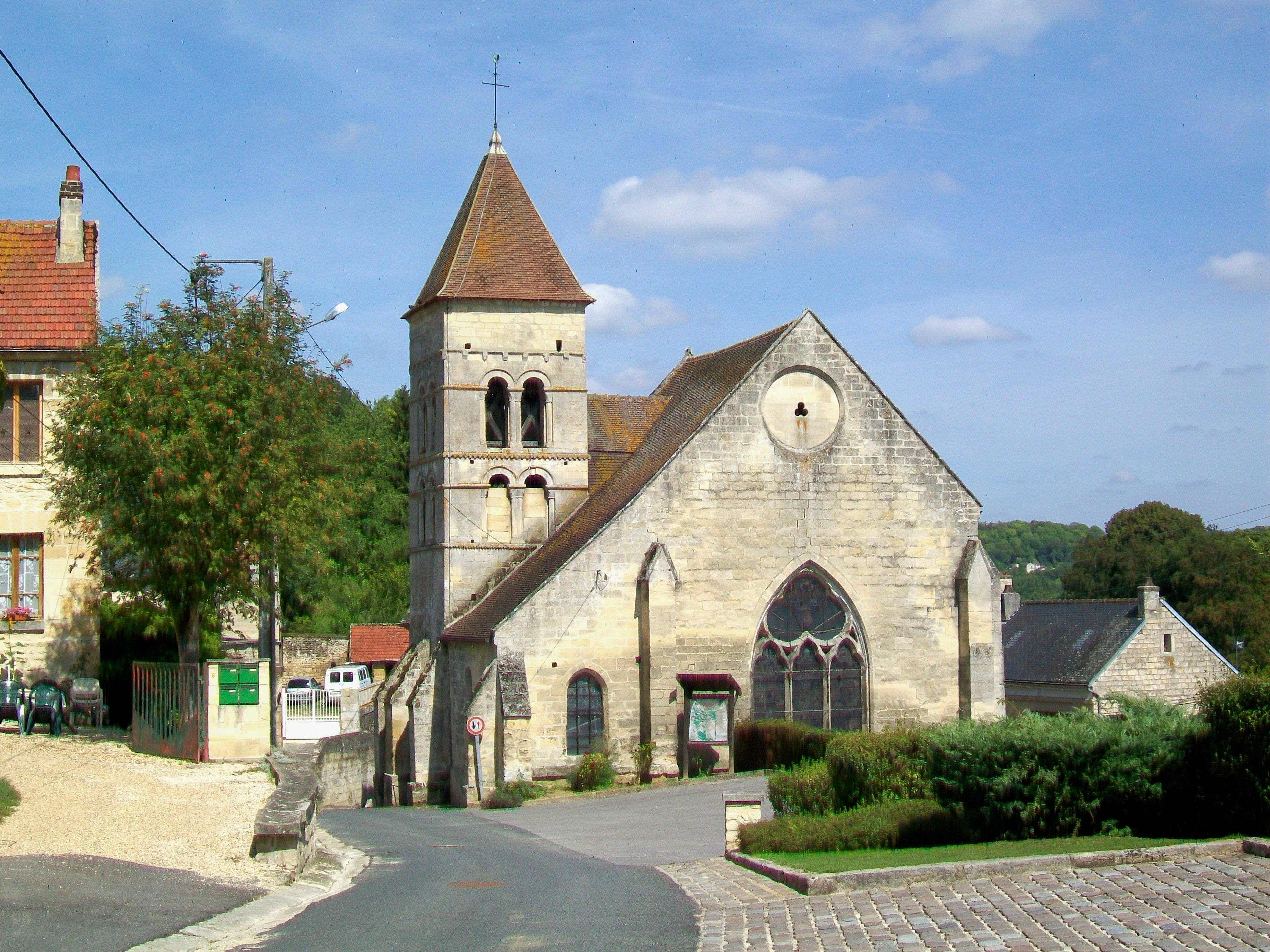
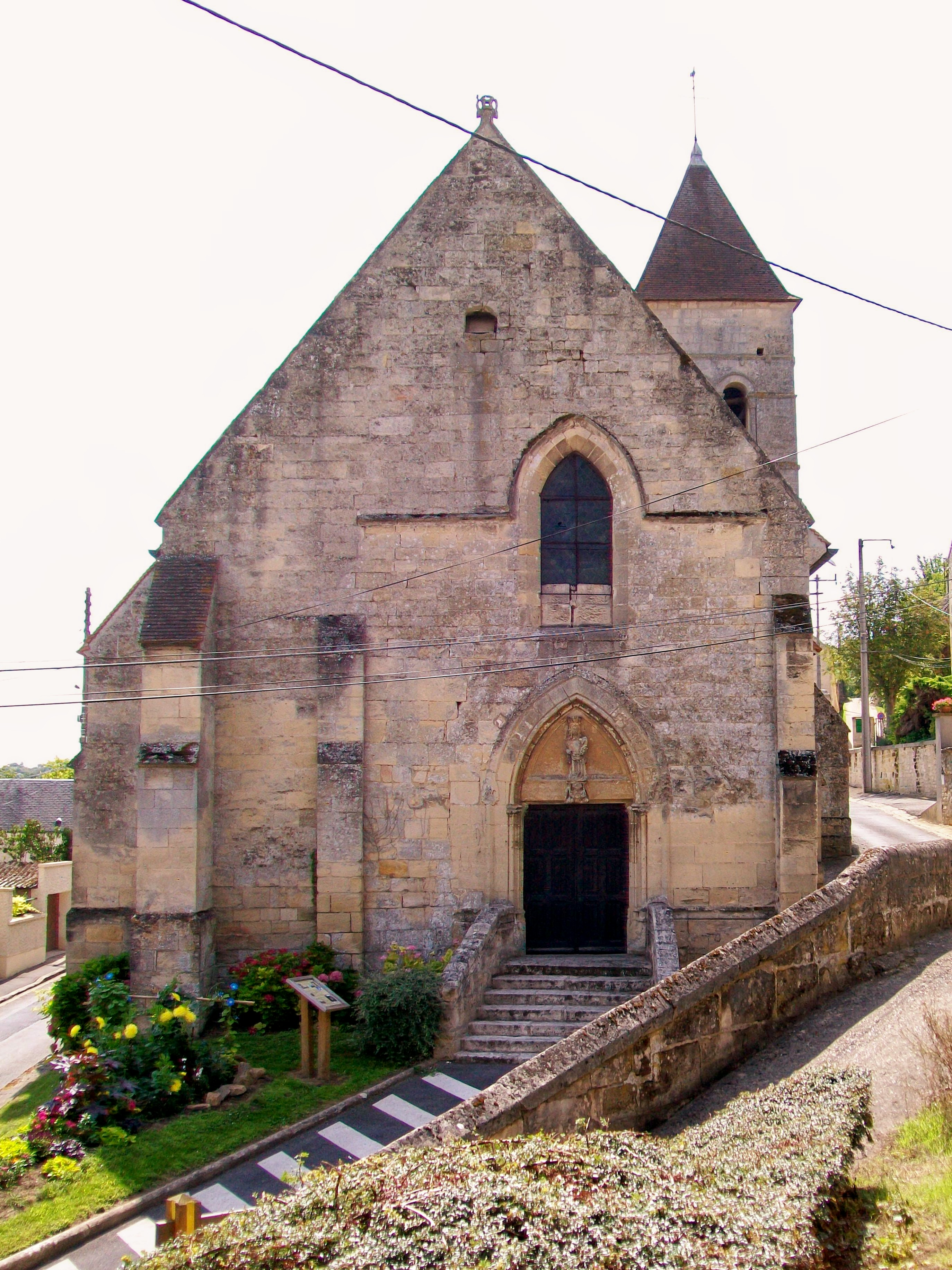
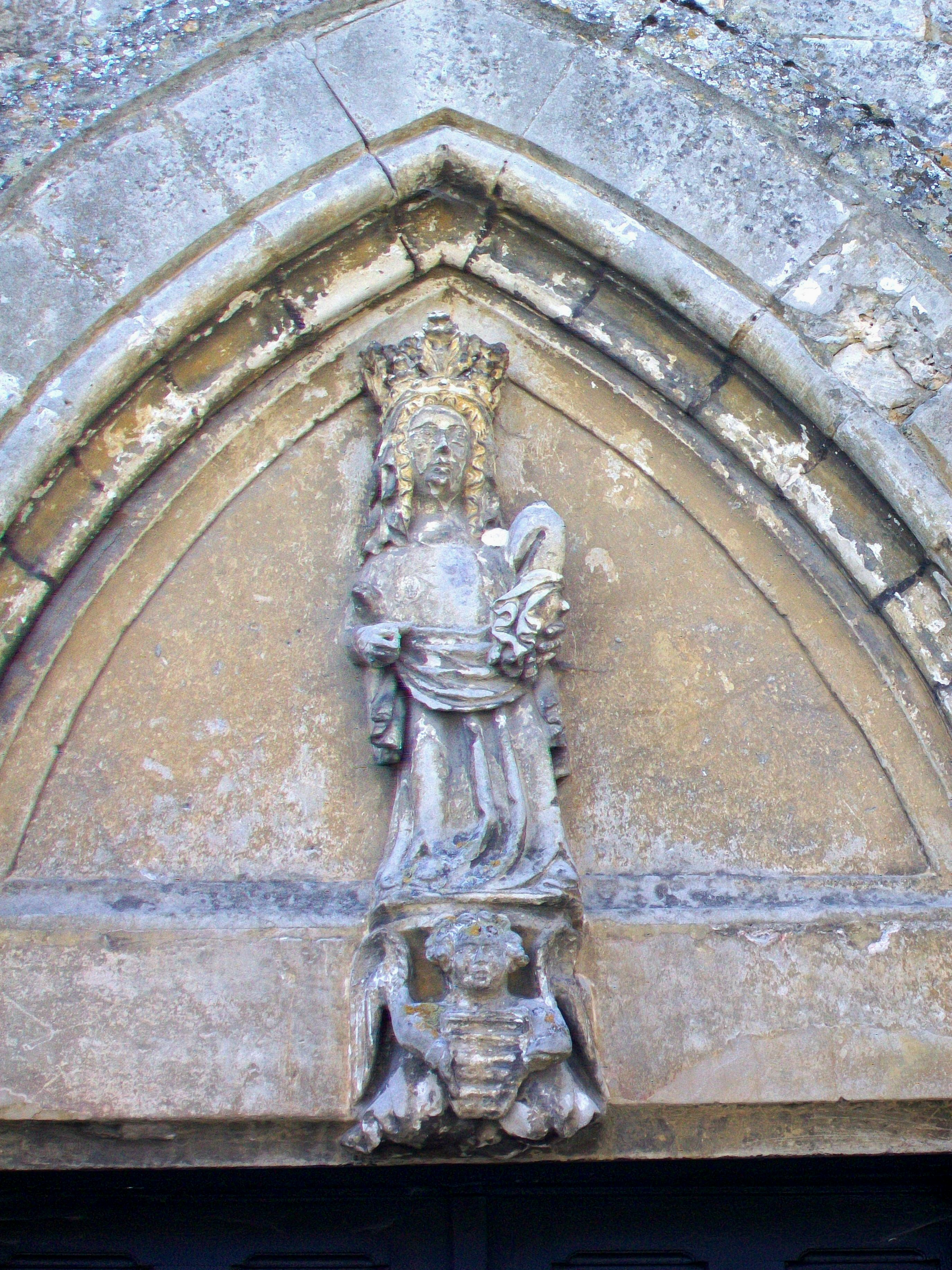
Statue surmontant le portail.
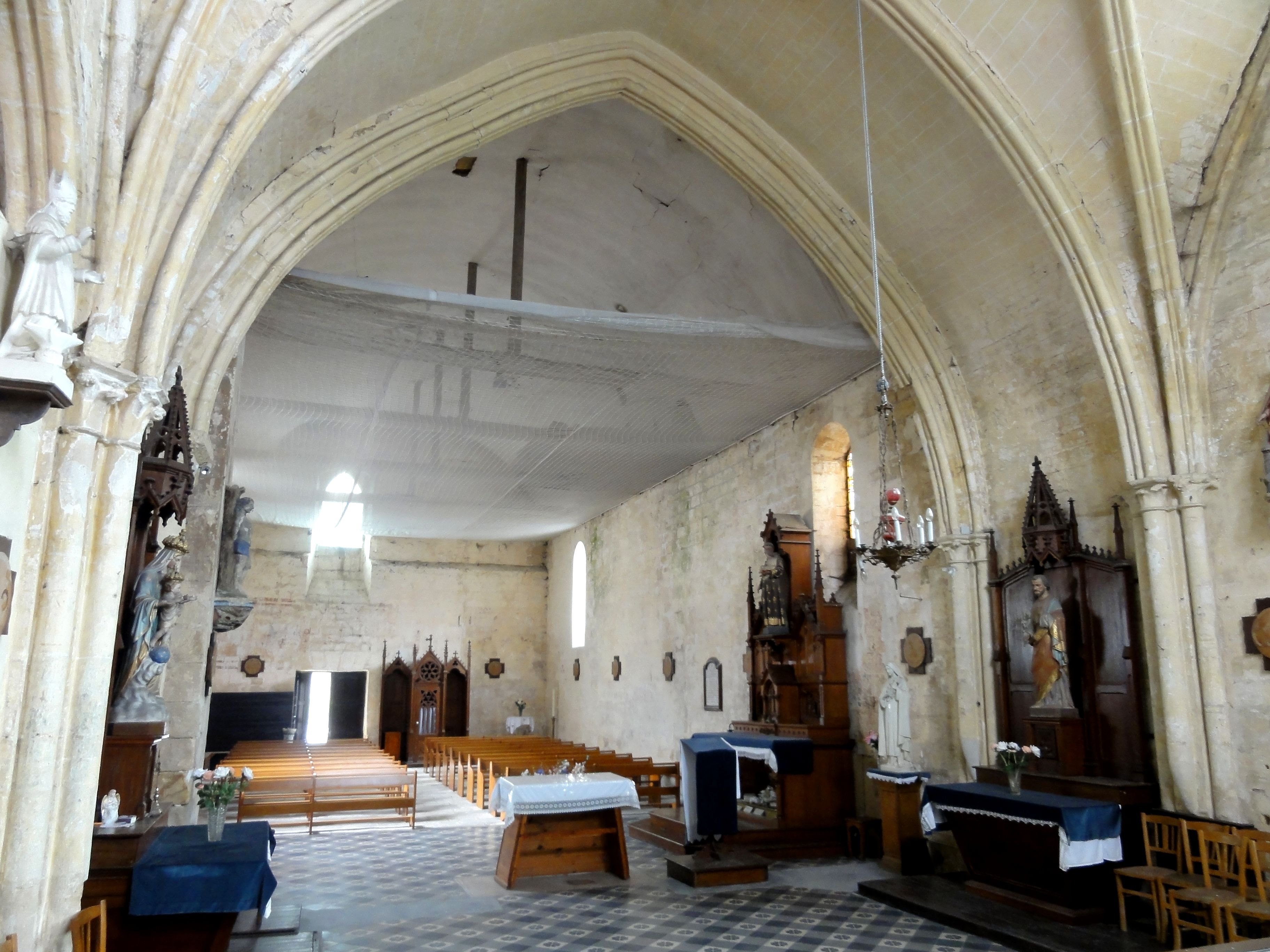
La nef.
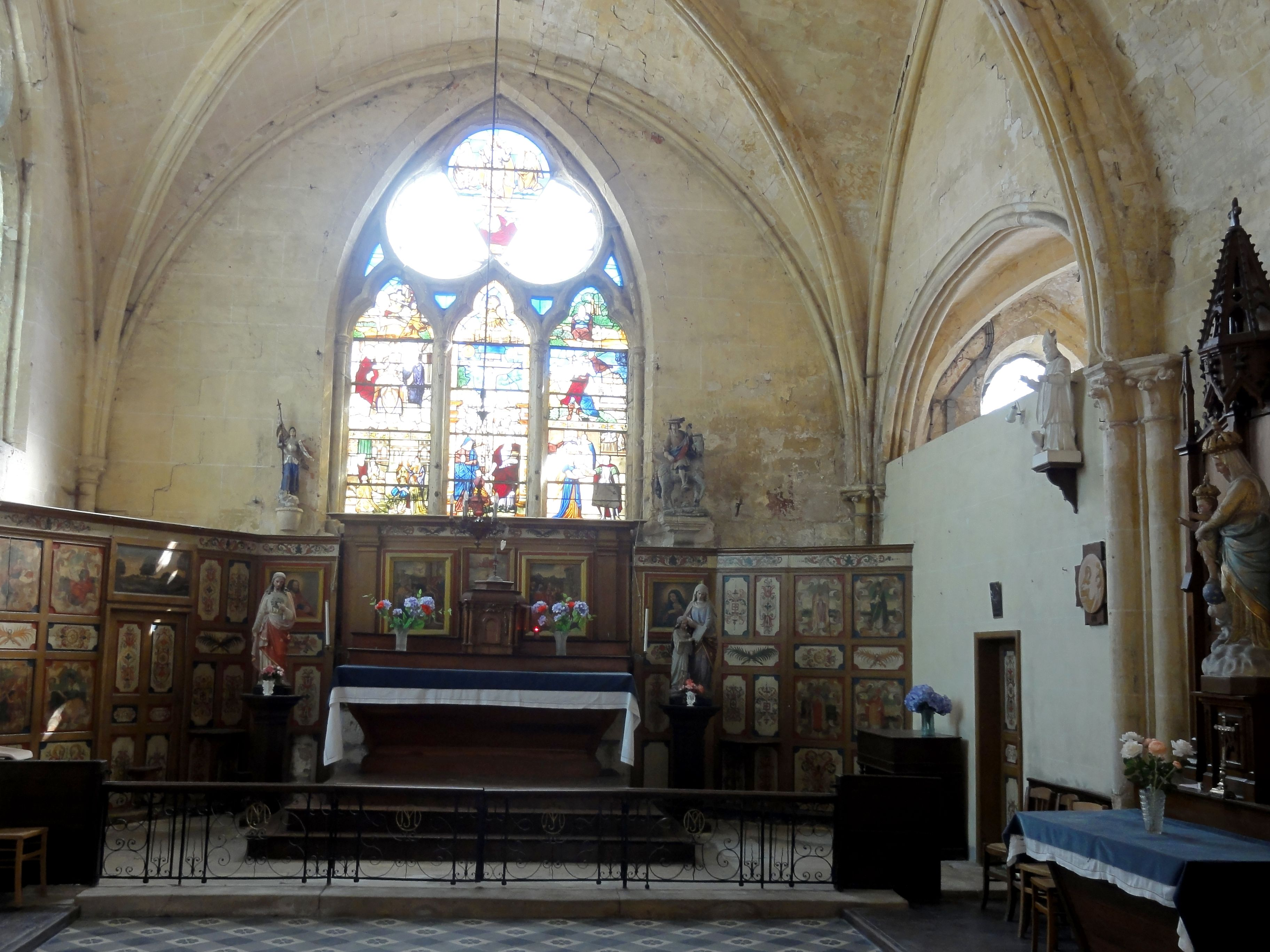
Le chœur

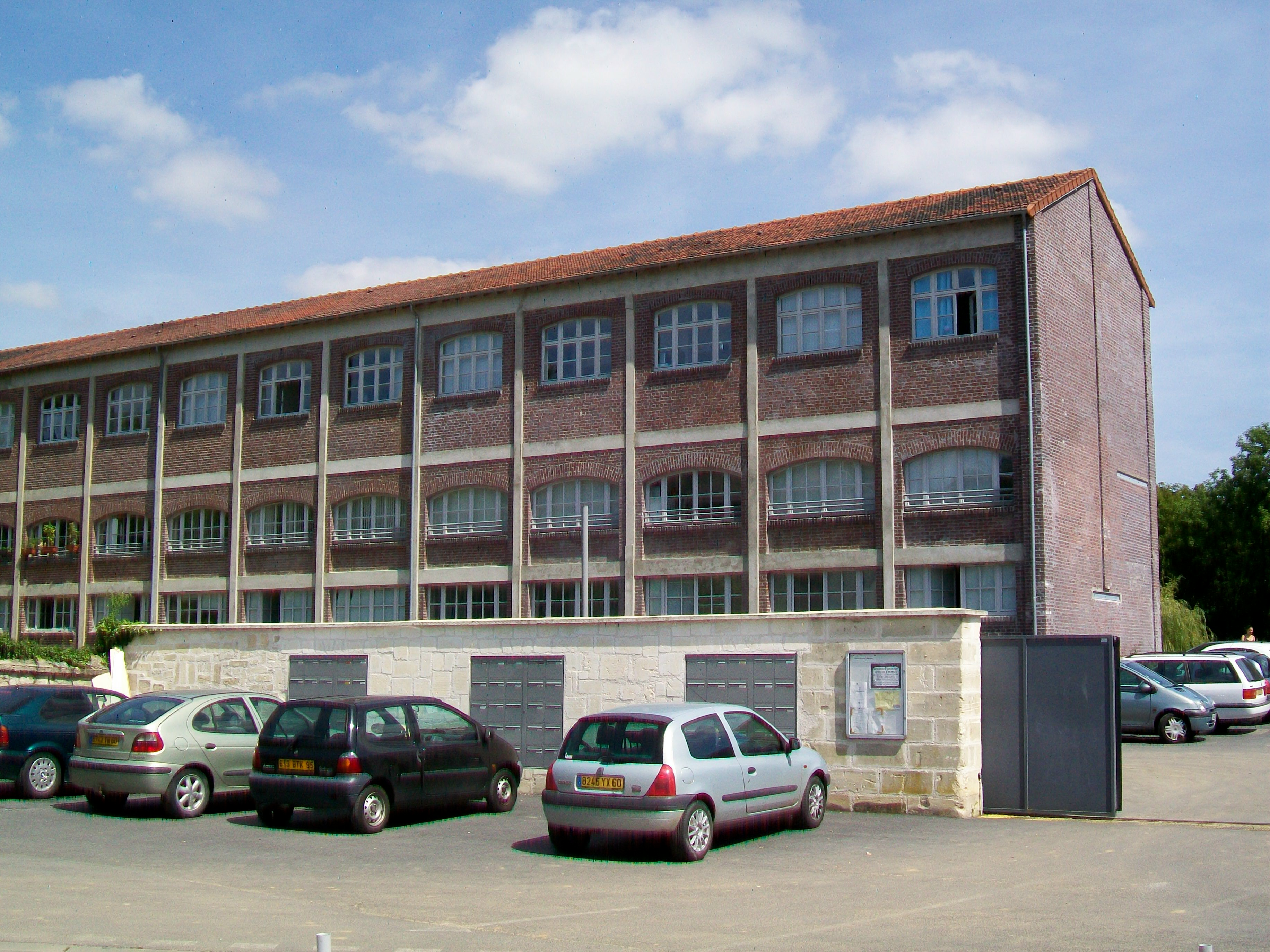
Ancienne usine dite Parvillée.

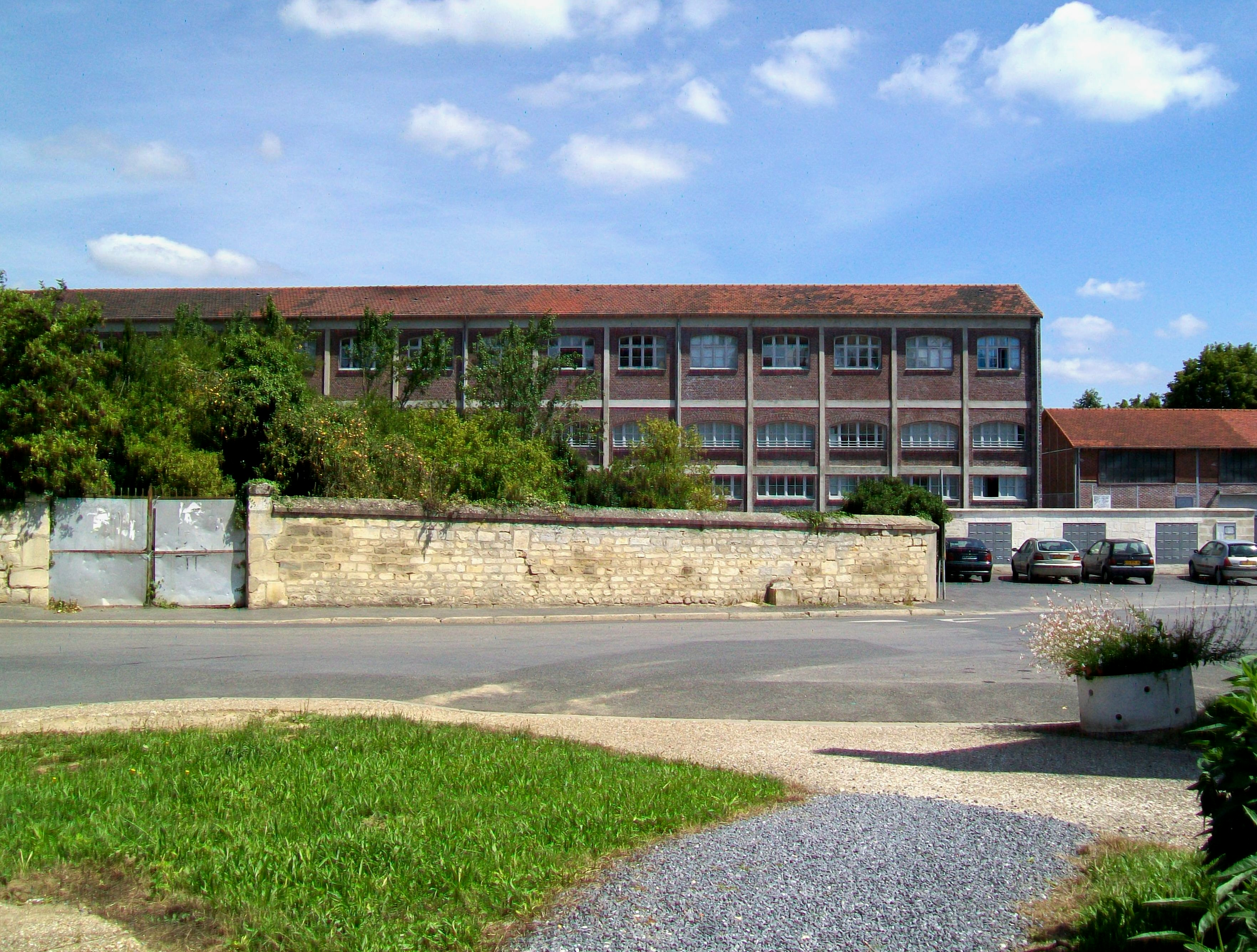

- Ancienne usine dite Parvillée, rue du Pont et rue du Moulin (inscrite monument historique en 2002[31]) : 
Elle produisait des isolateurs en porcelaine et de ferrures galvanisées destinées à les supporter. Lors de la création de l'usine en 1900, il s'agit en fait de la délocalisation d'un atelier parisien qui se trouve à l'étroit rue Gauthey. À Paris, la gamme de produits de la Société parisienne des Anciens établissements Parvillée Frères et Cie était encore limitée aux seuls isolateurs, mais comme la place ne manque pas à Cramoisy, la direction en profite pour élargir sa gamme afin que les clients puissent se fournir d'une seule main, ce qui est un avantage compétitif non négligeable.
 L'usine est donc porcelainerie et forge à la fois, et pour l'approvisionnement et l'écoulement de sa production, elle bénéficie de la ligne de chemin de fer Creil à Beauvais à proximité immédiate. Elle emploie en 1 926 360 personnesModèle:Refenc.
Dès le début, une innovation dans la cuisson de la porcelaine est instaurée chez Parvillée, grâce à l'invention d'un four à seize compartiments au feu tournant, c'est-à-dire les compartiments sont utilisés l'un après l'autre : la chaleur de cuisson des fours précédents réduit l'effort d'énergie pour la chauffe du four actuellement utilisé, et sa propre chaleur préchauffe les fours suivants, d'où une importante économie d'énergie. D'abord orientée vers les lignes électriques, la société se consacre également à la télécommunication à partir des années 1920[32]. 
Les halles de l'usine construites en 1900 / 1901 sont dotées de charpentes métalliques rivetées, et leur intérêt patrimonial réside dans une application particulièrement aboutie de cette technique de construction. La verrière qui surplombe la cour intérieure du bâtiment central a été réalisée dans les ateliers Eiffel. Du côté de l'ancienne entrée principale rue du Moulin, les bâtiments en pierre de taille d'une ancienne filature ont été récupérés par Parvillée et sont également inscrits au titre des monuments historiques, tout comme les extensions postérieures à 1920[31]. 
L'ensemble de l'ancienne usine a été restauré en 2008 et converti en une centaine de  logements[33].

On peut également signaler :
- Ancienne grange dîmière, rue Henri-Heurteur
- Ancienne maison forte, rue Henri-Heurteur
- Grange, rue de l'Église
- Château de Sous-Rivière, rue Roger-Salengro
- Moulin Brunet
- Gare de Cramoisy

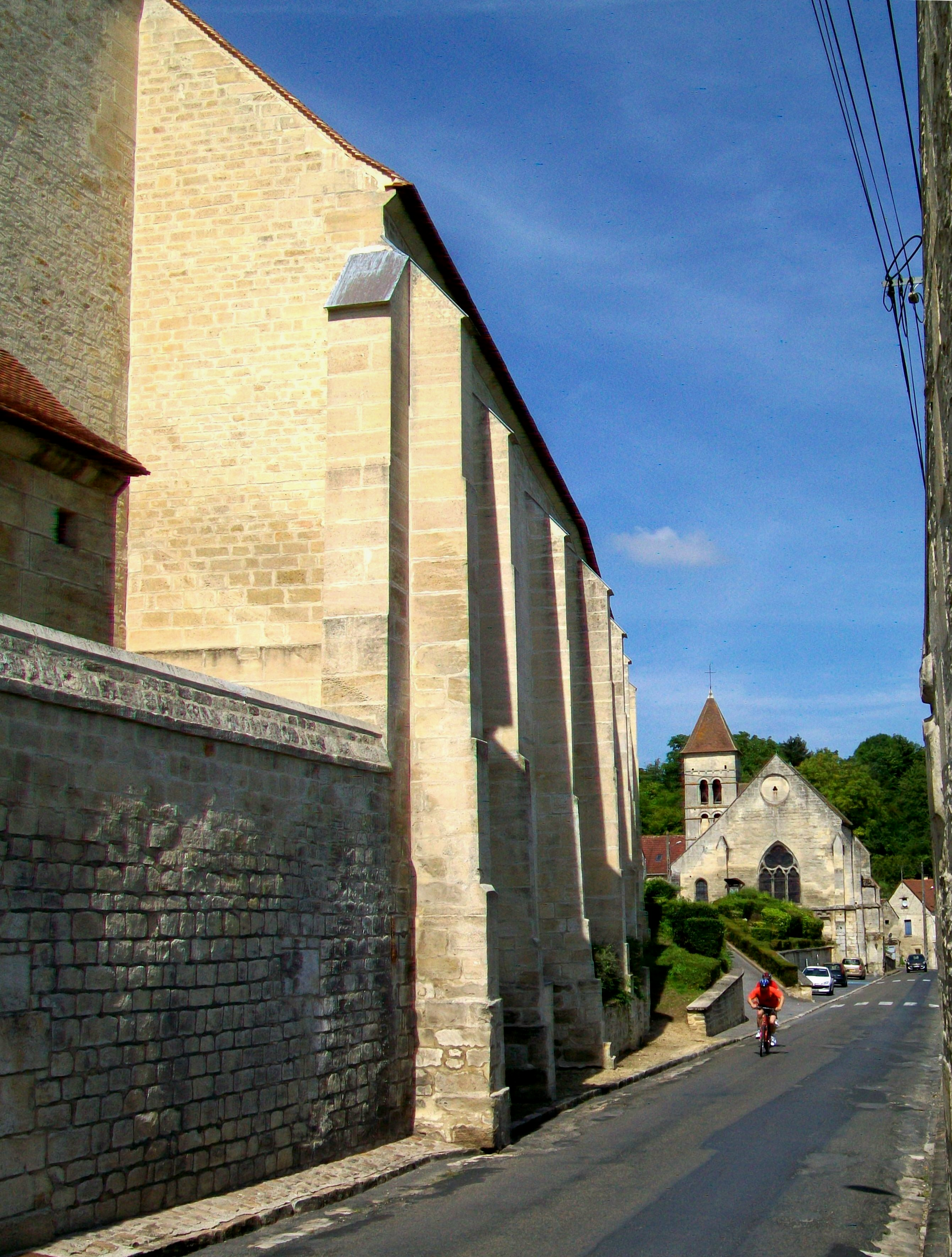
Ancienne grange dîmière.
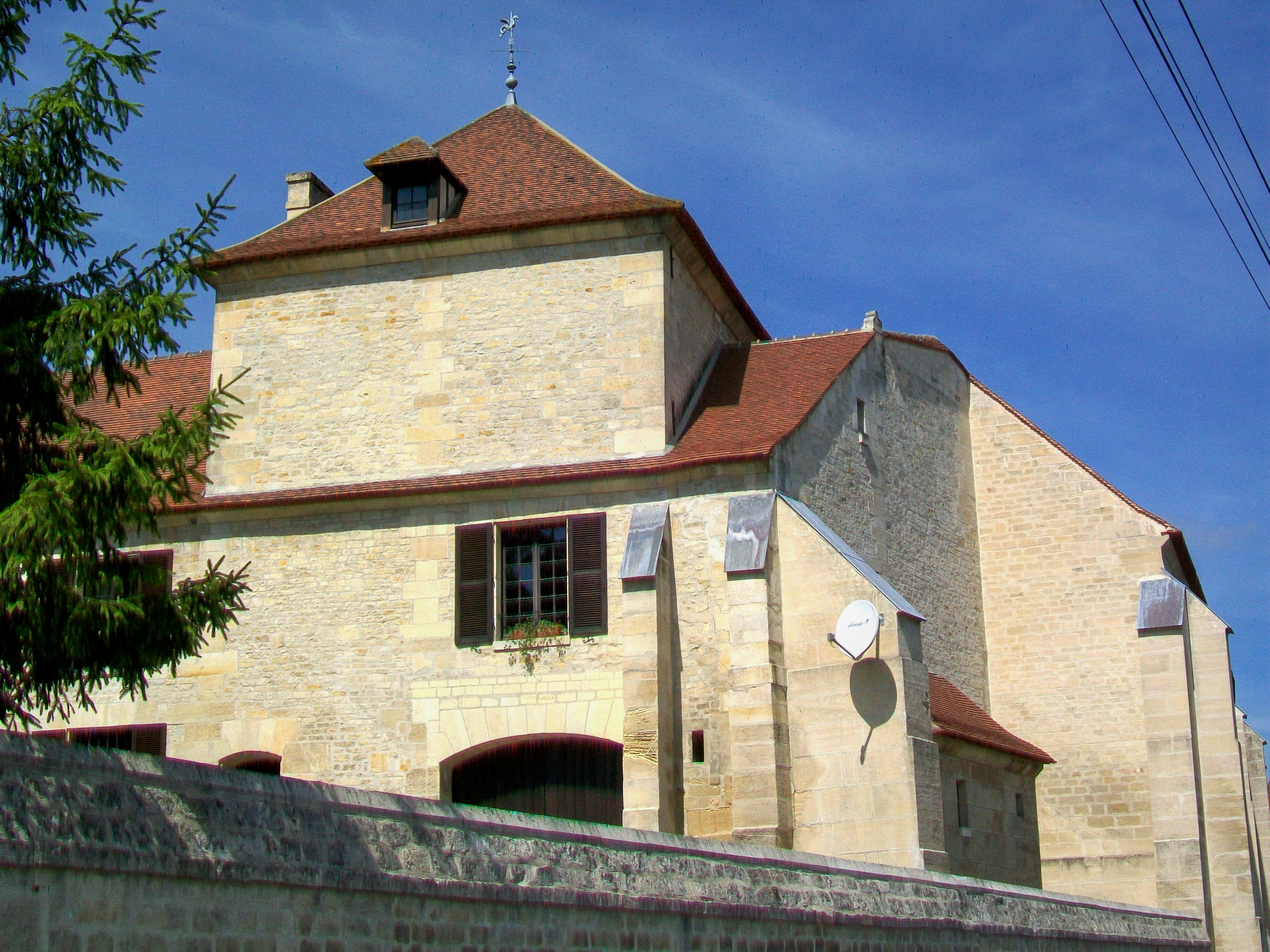
Ancienne maison forte.
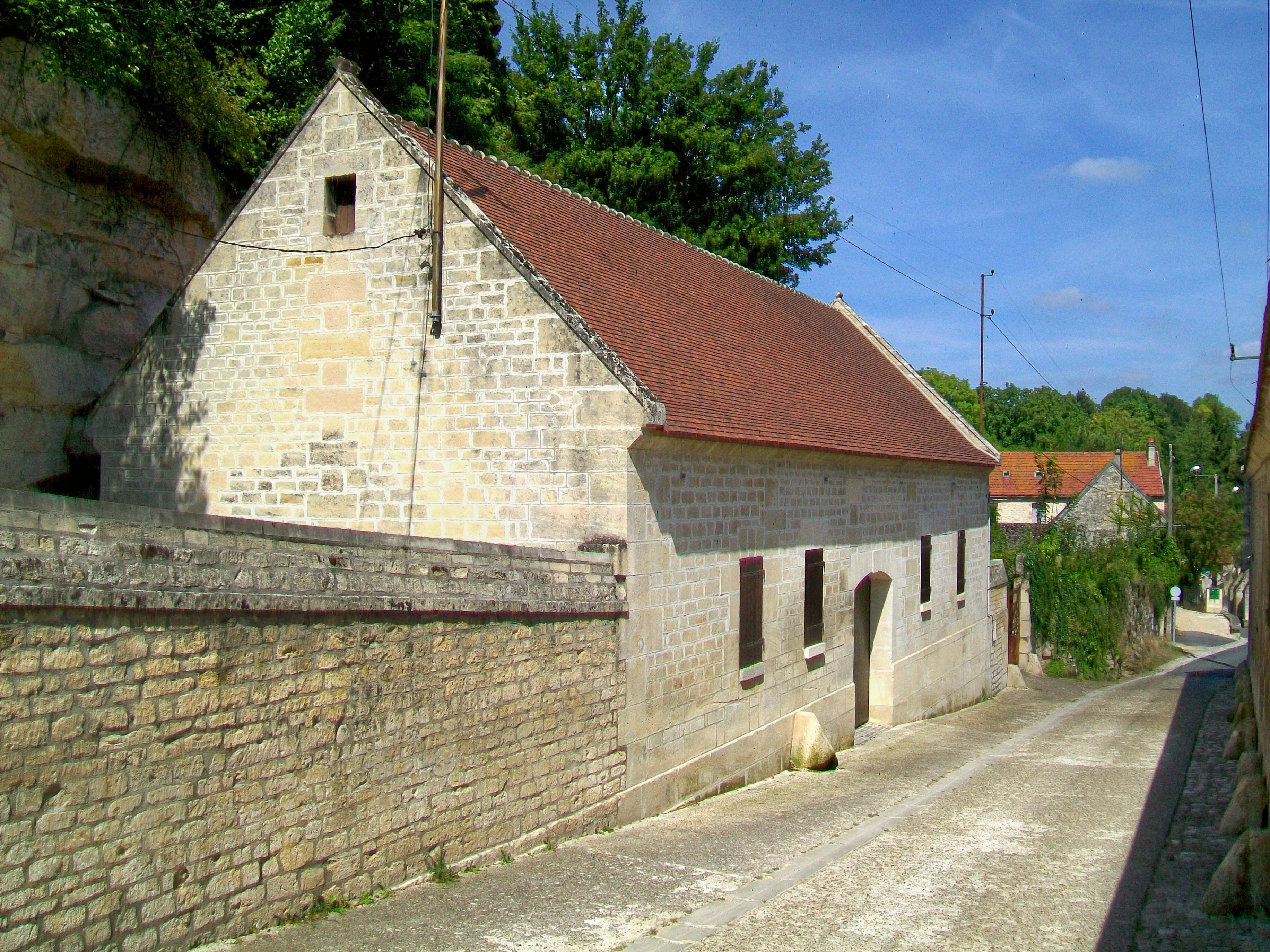
Ancienne grange
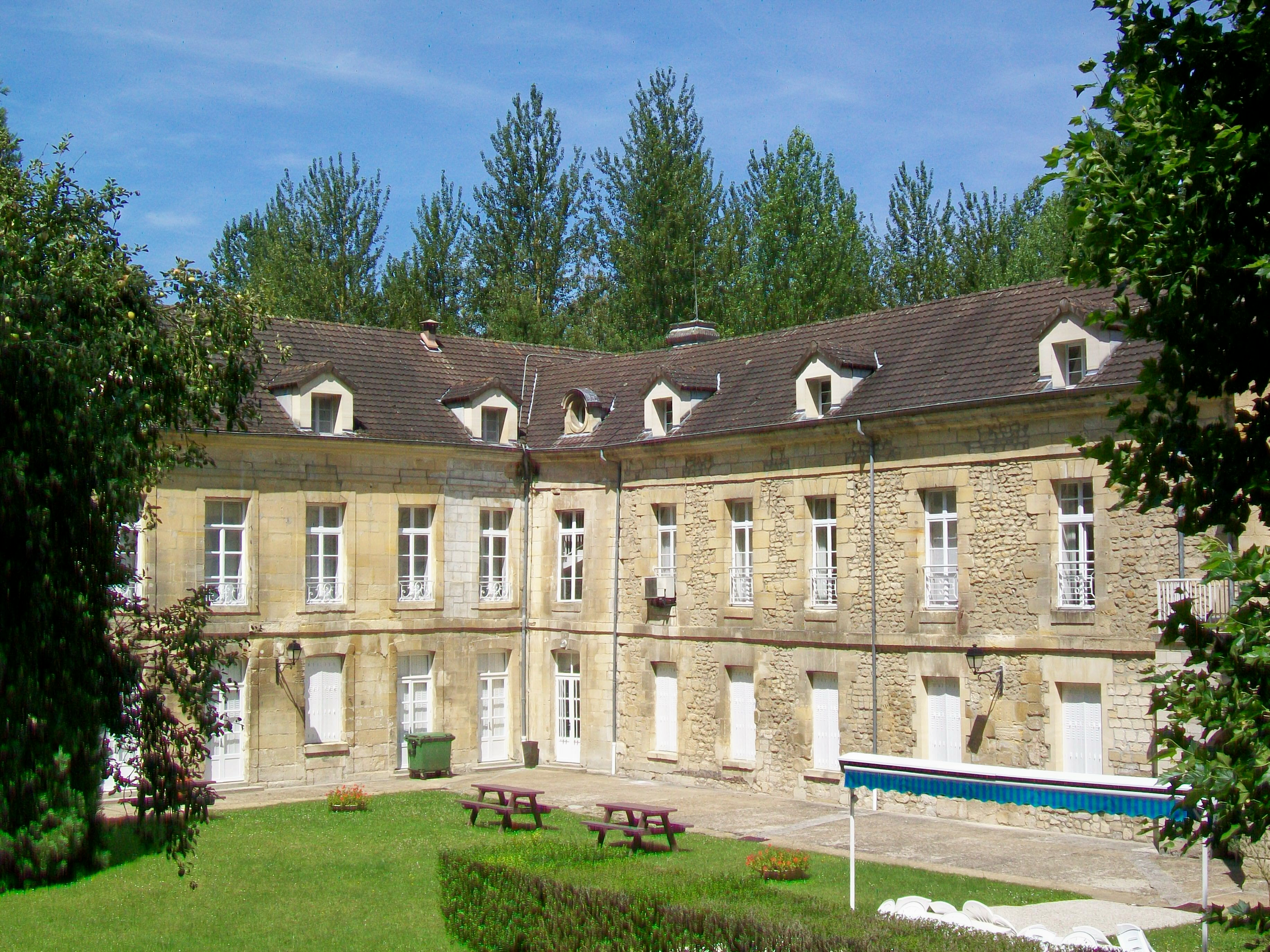
Château de Sous-Rivière
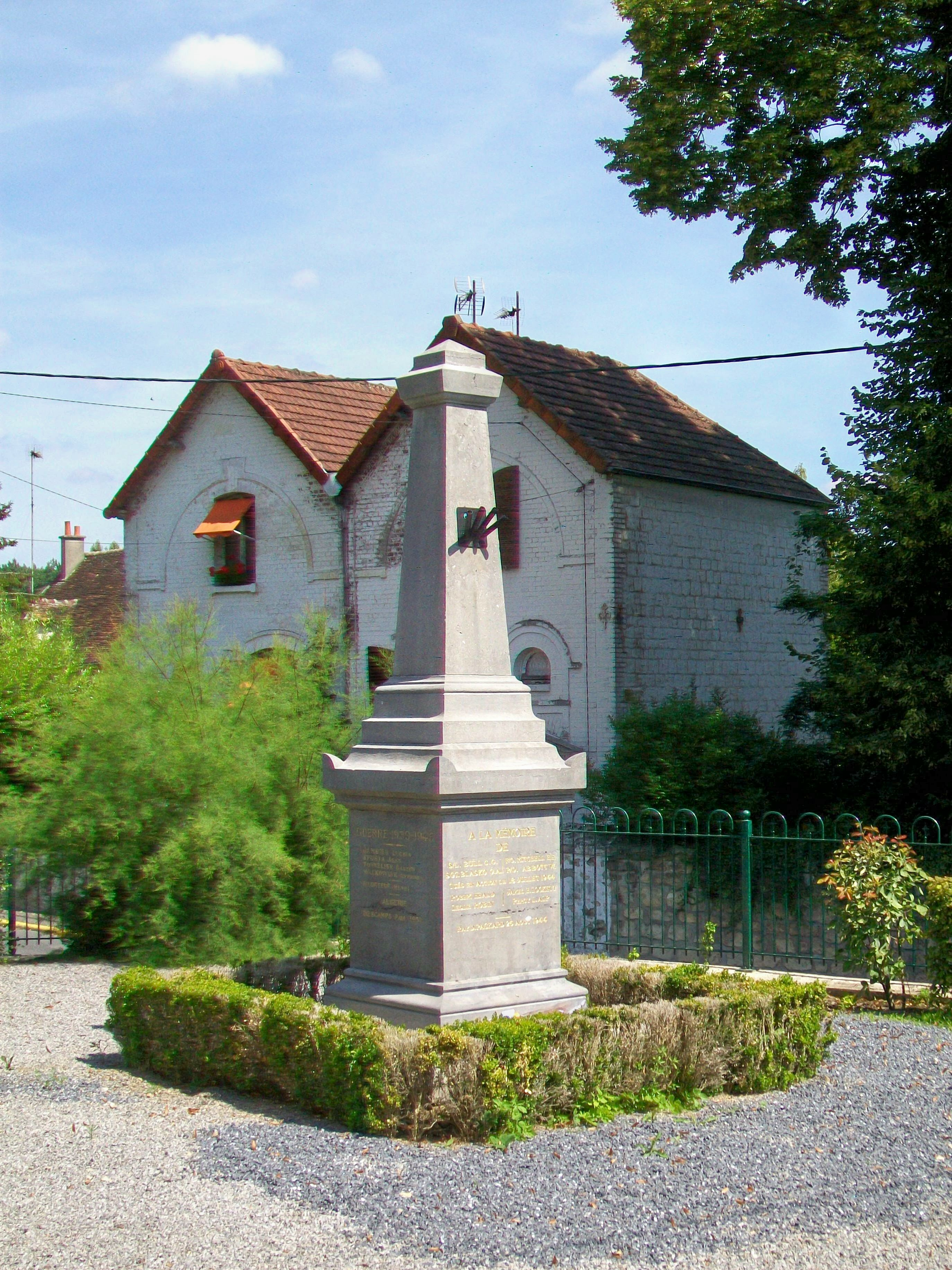
Monument aux morts.
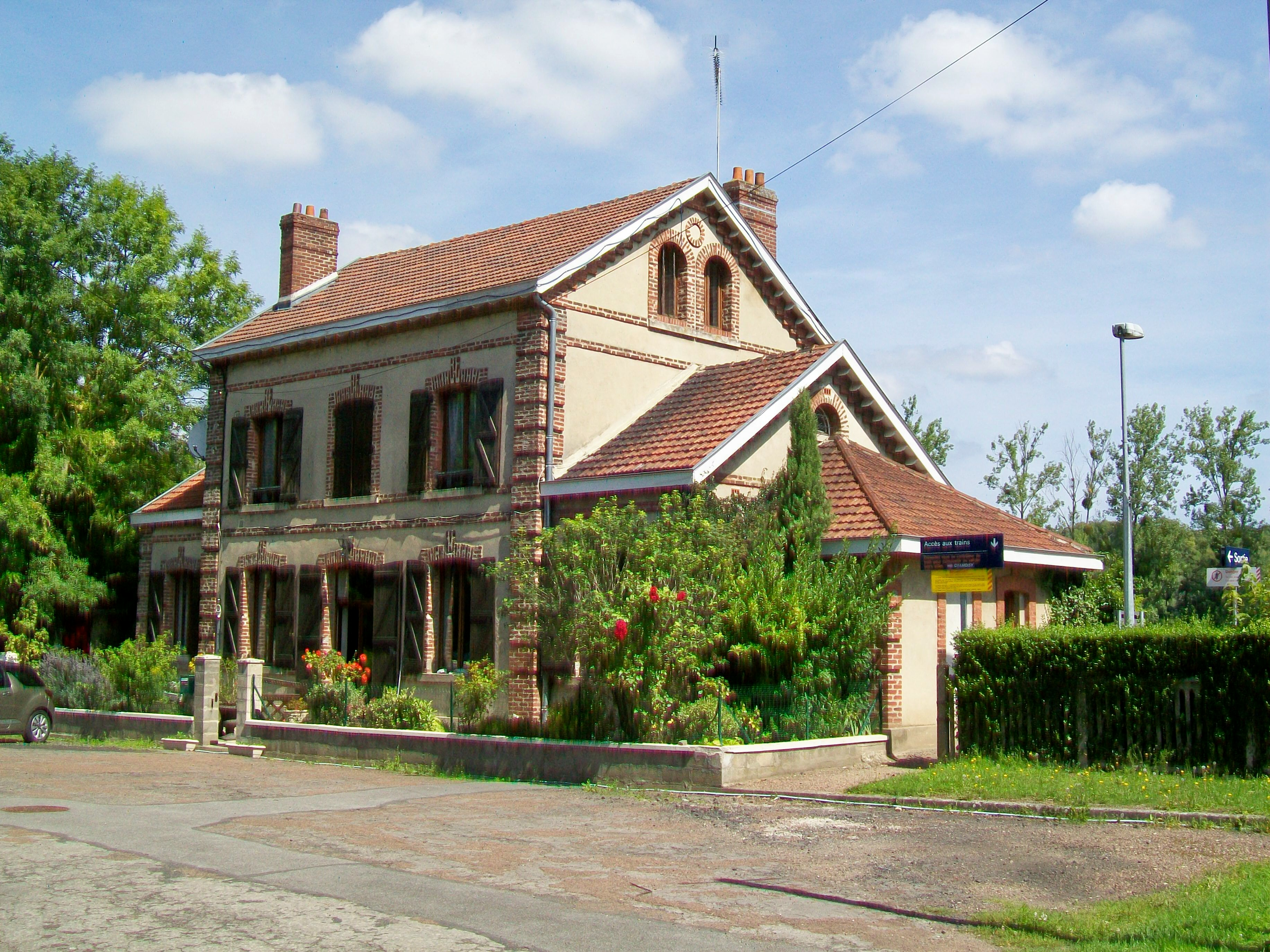
Le bâtiment de la gare, transformée en habitation.

### Personnalités liées à la commune
- Lieutenant Jerome Zierlein, du 9e USAF, 474th fighter group, 428th fighter squadron, tombé en combat aérien le 25 août 1944 sur le territoire de Cramoisy. Son nom a été ajouté en 2014 sur le mémorial des victimes de guerre de la commune[34],[35]

### Héraldique
| Blason de Cramoisy | Blason  | D'argent à la fasce ondée d'azur, à l'épée basse d'or brochant sur le tout et accompagnée en pointe de deux merlettes de sable affrontées ; à la bordure crénelée de gueules.                                                                                             |
| Blason de Cramoisy | Détails | La bordure crénelée représente l'ancien mur d'enceinte, le rouge évoquant le nom de la commune, les merlettes font référence au seigneur d'Aumont, l'épée représente Saint Martin dédicataire de l'église et la fasce ondée la rivière Thérain. Adopté le 26 janvier 2011 |